# Luiz Fernando Emediato
Luiz Fernando Emediato (Belo Vale, 1951) é um jornalista, escritor e editor brasileiro.

## Biografia
Iniciou a carreira na sucursal mineira do Jornal do Brasil, ainda quando estagiário, em 1973, cursando jornalismo na UFMG. Transferiu-se depois (1978) para O Estado de S. Paulo, onde permaneceu por dez anos - tempo em que foi premiado com o Prêmio Internacional de Jornalismo Rei de Espanha, em 1982.
Com o jornalista Marcos Wilson, dirigiu o jornalismo do SBT quando da contratação do âncora Boris Casoy. Em 1991, deixou as redações para montar sua empresa a Geração Editorial, onde atualmente é o publisher.
De agosto de 2007 a agosto de 2009, foi eleito presidente do Conselho Deliberativo do Fundo de Amparo ao Trabalhador, "Codefat", enquanto representante da Força Sindical.

## Obras
Dentre os livros publicados pelo autor, destacam-se:
- A Grande Ilusão (crônicas)
- Eu Vi Mamãe Nascer
- Geração Abandonada
- O Outro Lado do Paraíso
- Trevas no Paraíso
- Um Projeto para o Brasil